# Puntalazzo
Puntalazzo (u Puntalazzu in siciliano) è una frazione del comune di Mascali. In una posizione di quasi contiguità con Sant'Alfio, il borgo, per la sua posizione elevata e immersa nel verde, è divenuto spesso luogo di villeggiatura estiva.

## Storia
Le prime notizie del paese risalgono al XVII secolo. Così come San Giovanni Montebello e Sant'Alfio, esso era residenza estiva di ricchi proprietari terrieri di origine acese che nel luogo possedevano vasti vigneti.
Durante la seconda guerra mondiale, vi furono una vittima di incursioni aeree alleate, colpita da una scheggia, e 4 militari caduti al fronte.

## Monumenti e luoghi d'interesse

### Architetture religiose
La costruzione di una prima chiesa, dedicata a Maria Bambina e tutt'oggi in parte visibile, risale al '600; essa fu edificata presso un podere ed è chiusa al culto all'incirca dagli anni '30.
Con la crescita del paese, nell'800 si sentì il bisogno di creare un nuovo luogo di culto, più grande del primo e in posizione più centrale. Così, nel 1851 ebbe inizio la costruzione della chiesa di Maria Santissima Assunta. L'opera fu ultimata nel 1927 col completamento della facciata; quest'ultima, tripartita, presenta uno stile vagamente neoclassico. Già sotto la giurisdizione della chiesa della Madonna dell'Itria di Nunziata, ebbe l'autonomia parrocchiale nel 1921.

### Altro
Da menzionare la lapide in onore dei puntalazzesi caduti nella prima guerra mondiale, installata nel 1923, che si trova in piazza Vittorio Emanuele III.

## Società

### Tradizioni e folclore
Ogni anno si svolge la festa in onore di Maria Santissima Assunta, patrona del paese, essa come da tradizione si svolge secondo determinati momenti. È simile alla festa dei santi Alfio, Cirino e Filadelfo celebrata nella vicina comunità di Sant'Alfio.
Dal 12 al 15 agosto, tre giorni di triduo preparano i fedeli al giorno della festa che culmina nella Messa con la solenne "cantata", eseguita dalla locale Schola Cantorum e nella processione della Vergine lungo le vie del paesino: una statua della Madonna su un pregiato fercolo in legno dorato spinto dai fedeli. Nell'occasione viene organizzato il tradizionale "incanto", un'asta pubblica i cui proventi andranno alla commissione per i festeggiamenti. Altre attrazioni sono stand gastronomici, concerti e spettacoli pirotecnici o musicali.